# Silence
Silence je druhé studiové album finské powermetalové hudební skupiny Sonata Arctica. Vydáno bylo 16. června 2001 vydavatelstvím Spinefarm Records. Jako host se na něm podílel zpěvák finské skupiny Stratovarius Timo Kotipelto.

## Seznam skladeb
Všechny skladby napsal(i) Tony Kakko. 
| Pořadí | Název                     | Délka |
| ------ | ------------------------- | ----- |
| 1.     | ...Of Silence             | 1:17  |
| 2.     | Weballergy                | 3:51  |
| 3.     | False News Travel Fast    | 5:18  |
| 4.     | The End of This Chapter   | 7:00  |
| 5.     | Black Sheep               | 3:42  |
| 6.     | Land of the Free          | 4:24  |
| 7.     | Last Drop Falls           | 5:13  |
| 8.     | San Sebastian (Revisited) | 4:37  |
| 9.     | Sing in Silence           | 3:51  |
| 10.    | Revontulet                | 1:32  |
| 11.    | Tallulah                  | 5:20  |
| 12.    | Wolf & Raven              | 4:15  |
| 13.    | The Power of One          | 11:33 |

## Obsazení
- Tony Kakko – zpěv
- Jani Liimatainen – kytara
- Mikko Härkin – klávesy
- Marko Paasikoski – baskytara
- Tommy Portimo – bicí

Hosté
- Timo Kotipelto – zpěv
- Nik Van-Eckmann – mužský doprovodný zpěv
- Renay Gonzalez – ženský doprovodný zpěv